# Aleš Zedník
Aleš Zedník (* 19. února 1958 Prostějov) je český politik, v letech 2002 až 2006 byl primátor města Ostravy, a od roku 2008 je honorárním konzulem Ruské federace v Ostravě.

## Život
Vystudoval chemii na SPŠ chemické v Ostravě, poté obor Ekonomika a řízení hutnictví na Hutnické fakultě Vysoké školy báňské v Ostravě. V letech 1982 až 1993 pracoval jako ekonom a asistent ředitele ve Výzkumném ústavu Vítkovic. Krátce pracoval jako výzkumný a pedagogický pracovník na VŠB a náměstek ředitele Stavoprojekt Servisu v Ostravě. V letech 1995 až 1997 působil jako obchodní ředitel ostravské pobočky Silas Group, do roku 2005 pak jako ředitel firmy Finance a obchod. Po opuštění postu primátora v roce 2006 byl členem představenstva společnosti Dalkia Ostrava. V letech 2003–2007 vykonával funkci předsedy představenstva společnosti Ostravské vodárny a kanalizace. Od roku 2006 je senior konzultant firmy Ferrovia Ostrava pro financování projektů EU.

## Politické působení
V roce 1998 byl zvolen za ČSSD do zastupitelstva města Ostravy. Členem ČSSD je roku 1990. V roce 2002 se nejdříve stal členem rady města, později, po komunálních volbách v listopadu 2002, byl zvolen primátorem města Ostravy, kterým byl po jedno funkční období až do roku 2006.
Během svého působení na radnici se nevyhnul kontroverzím, např. ohledně stavby na území bývalé koksovny Karolina či sporům o pozemky. Kromě toho se choval netradičně, když např. v rámci oslav osvobození Ostravy vystoupil se skupinou Alešovi zedníci či jako DJ Alda obhajoval CzechTek. Někteří lidé se proto o něm vyjadřují nelichotivě.
V březnu 2008 byl jmenován honorárním konzulem Ruské federace v Ostravě.

## Osobní život
Aleš Zedník je rozvedený a bezdětný.